# ابراهیم بوردرلی
ابراهیم بوردرلی (انگلیسی: Brahim Boudrali؛ زادهٔ ۱۲ فوریهٔ ۱۹۶۳) بازیکن هندبال اهل الجزایر بود.